# يان راس
يان راس (بالهولندية: Jan Raas)‏ مواليد 08 نوفمبر 1952 في هولندا، هو دراج هولندي سابق في صنف سباق الدراجات على الطريق.

## سباقات أو مراحل فاز بها
- طواف فرنسا
- بطولة العالم لسباق الدراجات على الطريق
- طواف سويسرا

## روابط خارجية
- يان راس على موقع أرشيف الدراجات (الإنجليزية)
- يان راس على موقع إحصائيات الدراجات الإحترافية (الإنجليزية)
- يان راس على موقع CycleBase (الإنجليزية)